# Centetostoma
Genre
Centetostoma est un genre d'opilions dyspnois de la famille des Nemastomatidae.

## Distribution
Les espèces de ce genre se rencontrent en France, en Espagne et en Italie, dans les Pyrénées et les Alpes.

## Liste des espèces
Selon World Catalogue of Opiliones (06/05/2025) :
- Centetostoma centetes (Simon, 1881)
- Centetostoma juberthiei Martens, 2011
- Centetostoma scabriculum (Simon, 1879)
- Centetostoma ventalloi (Mello-Leitão, 1936)

## Systématique et taxinomie
Ce genre a été décrit par Kratochvíl en 1958 dans les Nemastomatidae.

## Publication originale
- Kratochvíl, 1958 : « Jeskynní sekáči Bulharska (Palpatores — Nemastomatidae). Höhlenweberknechte Bulgariens (Palpatores–Nemastomatidae). » Práce Brněnské základny Československé akademie věd, vol. 30, no 12, p. 523-576.